# 羅寶森
羅寶森，浙江省紹興府上虞縣人，清朝政治人物、同进士出身。
道光二十五年（1845年），登乙巳恩科进士，授刑部郎中。